# Kostel svatého Aloise (Otnice)
Římskokatolický farní kostel svatého Aloise v Otnicích se nachází v centru obce při silnici z Bošovic do Újezdu u Brna. Kostel je postavený v letech 1855 – 1858 v novorenesančním slohu, je třetí na stejném místě. Původně byl zasvěcen svatému Havlovi. Současná fara byla postavena roku 1805.